# Moderne vijfkamp op de Olympische Zomerspelen 2008
De moderne vijfkamp is een van de sporten die beoefend werden tijdens de Olympische Zomerspelen 2008 in Peking. Er werden twee onderdelen gehouden.
Voor het eerst streden 36 mannen en 36 vrouwen om de titels. Vier jaar geleden was het deelnemersveld nog beperkt tot 32 mannen en 32 vrouwen.

## Kwalificatie
Een NOC mocht maximaal twee atleten per evenement afvaardigen. Op diverse toernooien konden sporters startplaatsen winnen. Wanneer meer dan twee sporters uit een land voldeden aan de criteria, bepaalde het land welke twee sporters naar de Spelen gaan.

## Programma
| datum    | tijd          | onderdeel   |
| -------- | ------------- | ----------- |
| do 21-08 | 8:30 - 8:50   | Schieten    |
| do 21-08 | 9:50 - 12:40  | Schermen    |
| do 21-08 | 14:10 - 14:35 | Zwemmen     |
| do 21-08 | 16:30 - 18:20 | Paardrijden |
| do 21-08 | 19:00 - 19:15 | Hardlopen   |

| datum    | tijd          | onderdeel   |
| -------- | ------------- | ----------- |
| vr 22-08 | 8:30 - 8:50   | Schieten    |
| vr 22-08 | 9:50 - 12:40  | Schermen    |
| vr 22-08 | 14:10 - 14:35 | Zwemmen     |
| vr 22-08 | 16:30 - 18:20 | Paardrijden |
| vr 22-08 | 19:00 - 19:15 | Hardlopen   |

### Uitslagen

#### Mannen
| rang   | sporter                | land | Schieten | Schermen | Zwemmen | Paardensport | Atletiek | totaal |
| ------ | ---------------------- | ---- | -------- | -------- | ------- | ------------ | -------- | ------ |
| Goud   | Andrej Moisejev        | RUS  | 1168     | 1024     | 1332    | 1060         | 1048     | 5632   |
| Zilver | Edvinas Krungolcas     | LTU  | 1156     | 904      | 1272    | 1144         | 1072     | 5548   |
| Brons  | Andrejus Zadneprovskis | LTU  | 1120     | 760      | 1336    | 1168         | 1140     | 5524   |
| 4      | Qian Zhenhua           | CHN  | 1204     | 1024     | 1272    | 1032         | 984      | 5516   |
| 5      | Steffen Gebhardt       | GER  | 1132     | 832      | 1280    | 1128         | 1108     | 5480   |
| 6      | Michal Michalík        | CZE  | 1192     | 784      | 1260    | 1172         | 1052     | 5460   |
| 7      | Pavlo Tymosjtsjenko    | UKR  | 1156     | 908      | 1252    | 1048         | 1072     | 5436   |
| 8      | Oscar Soto             | MEX  | 988      | 880      | 1236    | 1160         | 1156     | 5420   |

#### Vrouwen
| rang   | sporter                | land | Schieten | Schermen | Zwemmen | Paardensport | Atletiek | totaal |
| ------ | ---------------------- | ---- | -------- | -------- | ------- | ------------ | -------- | ------ |
| Goud   | Lena Schöneborn        | GER  | 1060     | 1072     | 1280    | 1172         | 1208     | 5792   |
| Zilver | Heather Fell           | GBR  | 1156     | 880      | 1328    | 1144         | 1244     | 5752   |
| Brons  | Anastasia Samoesevitsj | BLR  | 1180     | 856      | 1128    | 1172         | 1304     | 5640   |
| 4      | Chen Qian              | CHN  | 1060     | 880      | 1260    | 1200         | 1212     | 5612   |
| 5      | Paulina Boenisz        | POL  | 1132     | 904      | 1192    | 1096         | 1240     | 5564   |
| 6      | Katy Livingston        | GBR  | 1072     | 808      | 1292    | 1172         | 1204     | 5548   |
| 7      | Aya Medany             | EGY  | 1144     | 928      | 1292    | 1004         | 1176     | 5544   |
| DQ     | Victoria Teresjoek     | UKR  | 1072     | 928      | 1316    | 1088         | 1268     | 5672   |

### Medaillespiegel
| Plaats | Land             | NOC    | Goud | Zilver | Brons | Totaal |
| ------ | ---------------- | ------ | ---- | ------ | ----- | ------ |
| 1      | Duitsland        | GER    | 1    | 0      | 0     | 1      |
| 1      | Rusland          | RUS    | 1    | 0      | 0     | 1      |
| 3      | Litouwen         | LTU    | 0    | 1      | 1     | 2      |
| 4      | Groot-Brittannië | GBR    | 0    | 1      | 0     | 1      |
| 5      | Wit-Rusland      | BLR    | 0    | 0      | 1     | 1      |
| Totaal | Totaal           | Totaal | 2    | 2      | 2     | 6      |

Stockholm 1912 · 
Antwerpen 1920 · 
Parijs 1924 · 
Amsterdam 1928 · 
Los Angeles 1932 · 
Berlijn 1936 · 
Londen 1948 · 
Helsinki 1952 · 
Melbourne 1956 · 
Rome 1960 · 
Tokio 1964 · 
Mexico-stad 1968 · 
München 1972 · 
Montréal 1976 · 
Moskou 1980 · 
Los Angeles 1984 · 
Seoel 1988 · 
Barcelona 1992 · 
Atlanta 1996 · 
Sydney 2000 · 
Athene 2004 · 
Peking 2008 · 
Londen 2012 · 
Rio de Janeiro 2016 · 
Tokio 2020 · 
Parijs 2024 · 
Los Angeles 2028
Medaillewinnaars
atletiek · badminton · basketbal · boksen · boogschieten · gewichtheffen · gymnastiek · handbal · hockey · honkbal · judo · kanovaren · moderne vijfkamp · paardensport · roeien · schermen · schietsport · schoonspringen · softbal · synchroonzwemmen · taekwondo · tafeltennis · tennis · triatlon · voetbal · volleybal · waterpolo · wielersport · worstelen · zeilen · zwemmen